# Lista najlepiej sprzedających się albumów muzycznych w Stanach Zjednoczonych
Lista najlepiej sprzedających się albumów w historii w Stanach Zjednoczonych, w oparciu o certyfikaty RIAA. Aby album znalazł się w podsumowaniu musi zostać opublikowany, a także sprzedany w co najmniej 10 milionach kopii na terenie kraju. Wydawnictwa pogrupowane są według certyfikatu (począwszy od najwyższych). Albumy w poszczególnych grupach są również uszeregowane pod względem certyfikatu oraz daty wydania. Lista składa się ze wszystkich typów albumów, w tym studyjnych, kompilacyjnych i ścieżek dźwiękowych.
Their Greatest Hits 1971–1975 Eagles i Thriller Michaela Jacksona rozeszły się w ponad 29 milionach kopii (29x platyna) i są najwyżej certyfikowanymi albumami w Stanach Zjednoczonych. RIAA w przypadku kilkupłytowego wydawnictwa liczy każdy dysk indywidualnie, dlatego większość podwójnych albumów na liście, m.in.: The Wall Pink Floyd, Greatest Hits Volume I & Volume II Billy’ego Joela, a także Speakerboxxx/The Love Below OutKast, otrzymała certyfikaty dwukrotnie większe od rzeczywistej liczby sprzedanych egzemplarzy (np. Greatest Hits Joela rozszedł się w ok. 10.5 milionach kopii, a ponieważ było to wydanie dwupłytowe, w sumie było to 21 krążków, więc certyfikat to 21x platyna). Inne albumy, które pojawiłyby się w zestawieniu, gdyby policzono je jako dwa krążki, to ścieżka dźwiękowa musicalu Grease (8x platyna), Goodbye Yellow Brick Road Eltona Johna (7x platyna) i Frampton Comes Alive! Petera Framptona (6x platyna).

## 20 – 30x platyna
| Rok  | Artysta         | Album                         | Wytwórnia         | Certyfikat  |
| ---- | --------------- | ----------------------------- | ----------------- | ----------- |
| 1976 | Eagles          | Their Greatest Hits 1971–1975 | Elektra Records   | 29× platyna |
| 1982 | Michael Jackson | Thriller                      | Epic Records      | 29× platyna |
| 1979 | Pink Floyd      | The Wall                      | Columbia/Capitol  | 23× platyna |
| 1971 | Led Zeppelin    | Led Zeppelin IV               | Atlantic          | 23× platyna |
| 1980 | AC/DC           | Back in Black                 | Atlantic          | 22× platyna |
| 1998 | Garth Brooks    | Double Live                   | Capitol Nashville | 21× platyna |
| 1985 | Billy Joel      | Greatest Hits, Vols. 1 & 2    | Columbia          | 21× platyna |
| 1997 | Shania Twain    | Come on Over                  | Mercury Nashville | 20× platyna |

## 15 – 19x platyna
| Rok  | Artysta               | Album                     | Wytwórnia         | Certyfikat  |
| ---- | --------------------- | ------------------------- | ----------------- | ----------- |
| 1977 | Fleetwood Mac         | Rumours                   | Warner Bros.      | 19× platyna |
| 1968 | The Beatles           | The Beatles (White Album) | Apple             | 19× platyna |
| 1987 | Guns N’ Roses         | Appetite for Destruction  | Geffen            | 18× platyna |
| 1976 | Boston                | Boston                    | Epic Records      | 17× platyna |
| 1992 | Whitney Houston       | The Bodyguard             | Arista            | 17× platyna |
| 1990 | Garth Brooks          | No Fences                 | Capitol Nashville | 17× platyna |
| 1973 | The Beatles           | 1967–1970                 | Capitol           | 16× platyna |
| 1994 | Hootie & the Blowfish | Cracked Rear View         | Atlantic          | 16× platyna |
| 1975 | Led Zeppelin          | Physical Graffiti         | Swan Song         | 16× platyna |
| 1976 | Eagles                | Hotel California          | Asylum            | 16× platyna |
| 1974 | Elton John            | Greatest Hits             | Polydor           | 16× platyna |
| 1995 | Alanis Morissette     | Jagged Little Pill        | Maverick          | 16× platyna |
| 1973 | The Beatles           | 1962–1966                 | Capitol           | 15× platyna |
| 1988 | Journey               | Greatest Hits             | Columbia          | 15× platyna |
| 1973 | Pink Floyd            | The Dark Side of the Moon | Capitol           | 15× platyna |
| 1977 | Bee Gees i inni       | Saturday Night Fever      | RSO               | 15× platyna |
| 1984 | Bruce Springsteen     | Born in the U.S.A.        | Columbia          | 15× platyna |
| 1999 | Santana               | Supernatural              | Arista            | 15× platyna |

## 10 – 14x platyna
| Rok  | Artysta                         | Album                                 | Wytwórnia              | Certyfikat  |
| ---- | ------------------------------- | ------------------------------------- | ---------------------- | ----------- |
| 1991 | Garth Brooks                    | Ropin’ the Wind                       | Capitol Nashville      | 14× platyna |
| 1977 | Meat Loaf                       | Bat Out Of Hell                       | Epic Records           | 14× platyna |
| 1997 | Backstreet Boys                 | Backstreet Boys                       | Jive                   | 14× platyna |
| 1999 | Britney Spears                  | …Baby One More Time                   | Jive                   | 14× platyna |
| 1991 | Metallica                       | Metallica                             | Elektra                | 14× platyna |
| 1972 | Simon & Garfunkel               | Simon and Garfunkel’s Greatest Hits   | Columbia               | 14× platyna |
| 1984 | Prince                          | Purple Rain                           | Warner Bros.           | 13× platyna |
| 1985 | Whitney Houston                 | Whitney Houston                       | Arista                 | 13× platyna |
| 1978 | Steve Miller Band               | Greatest Hits (1974–1978)             | Capitol                | 13× platyna |
| 1986 | Bruce Springsteen               | Live/1975–85                          | Columbia               | 13× platyna |
| 1999 | Backstreet Boys                 | Millennium                            | Jive                   | 13× platyna |
| 1991 | Pearl Jam                       | Ten                                   | Epic Records           | 13× platyna |
| 1996 | Matchbox Twenty                 | Yourself or Someone Like You          | Atlantic               | 12× platyna |
| 1985 | Phil Collins                    | No Jacket Required                    | Atlantic               | 12× platyna |
| 1994 | Boyz II Men                     | II                                    | Motown                 | 12× platyna |
| 1969 | The Beatles                     | Abbey Road                            | Apple                  | 12× platyna |
| 1980 | Kenny Rogers                    | Greatest Hits                         | Liberty                | 12× platyna |
| 1994 | Różni artyści                   | Forrest Gump                          | Epic Records           | 12× platyna |
| 1972 | The Rolling Stones              | Hot Rocks, 1964–1971                  | London                 | 12× platyna |
| 1998 | Dixie Chicks                    | Wide Open Spaces                      | Monument               | 12× platyna |
| 1987 | Def Leppard                     | Hysteria                              | Mercury Records        | 12× platyna |
| 1986 | Bon Jovi                        | Slippery When Wet                     | Mercury Records        | 12× platyna |
| 1992 | Kenny G                         | Breathless                            | Arista                 | 12× platyna |
| 1995 | Shania Twain                    | The Woman in Me                       | Mercury Nashville      | 12× platyna |
| 1995 | Jewel                           | Pieces of You                         | Atlantic               | 12× platyna |
| 1969 | Led Zeppelin                    | Led Zeppelin II                       | Atlantic               | 12× platyna |
| 2002 | Shania Twain                    | Up!                                   | Mercury Nashville      | 11× platyna |
| 2000 | *NSYNC                          | No Strings Attached                   | Jive                   | 11× platyna |
| 1999 | Creed                           | Human Clay                            | Wind-up Records        | 11× platyna |
| 1967 | The Beatles                     | Sgt. Pepper’s Lonely Hearts Club Band | Capitol                | 11× platyna |
| 1998 | Kid Rock                        | Devil Without a Cause                 | Atlantic Records       | 11× platyna |
| 1996 | Céline Dion                     | Falling into You                      | Epic Records           | 11× platyna |
| 1973 | Led Zeppelin                    | Houses of the Holy                    | Atlantic               | 11× platyna |
| 2003 | Outkast                         | Speakerboxxx/The Love Below           | LaFace/Arista          | 11× platyna |
| 1976 | James Taylor                    | Greatest Hits                         | Warner Bros.           | 11× platyna |
| 1982 | Eagles                          | Eagles Greatest Hits, Vol. 2          | Asylum                 | 11× platyna |
| 1994 | TLC                             | CrazySexyCool                         | LaFace                 | 11× platyna |
| 1987 | Różni artyści                   | Dirty Dancing                         | RCA                    | 11× platyna |
| 1997 | Różni artyści                   | Titanic                               | Epic Records           | 11× platyna |
| 1980 | Aerosmith                       | Greatest Hits                         | Columbia               | 11× platyna |
| 1987 | George Michael                  | Faith                                 | Columbia               | 10× platyna |
| 1984 | Bob Marley & The Wailers        | Legend                                | Island                 | 10× platyna |
| 1983 | Def Leppard                     | Pyromania                             | Mercury Records        | 10× platyna |
| 1977 | Billy Joel                      | The Stranger                          | Columbia               | 10× platyna |
| 2002 | Norah Jones                     | Come Away With Me                     | Blue Note              | 10× platyna |
| 1990 | MC Hammer                       | Please Hammer, Don’t Hurt ’Em         | Capitol                | 10× platyna |
| 1967 | Patsy Cline                     | Patsy Cline’s Greatest Hits           | Decca                  | 10× platyna |
| 1992 | Eric Clapton                    | Unplugged                             | Reprise Records        | 10× platyna |
| 1997 | Céline Dion                     | Let’s Talk About Love                 | Epic Records           | 10× platyna |
| 1999 | Dixie Chicks                    | Fly                                   | Monument Records       | 10× platyna |
| 1976 | The Doobie Brothers             | Best of The Doobies                   | Warner Bros.           | 10× platyna |
| 1990 | Led Zeppelin                    | Led Zeppelin                          | Atlantic Records       | 10× platyna |
| 2000 | Linkin Park                     | Hybrid Theory                         | Warner Bros.           | 10× platyna |
| 1993 | Tom Petty and the Heartbreakers | Greatest Hits                         | MCA                    | 10× platyna |
| 1995 | No Doubt                        | Tragic Kingdom                        | Trauma Records         | 10× platyna |
| 1994 | Green Day                       | Dookie                                | Reprise Records        | 10× platyna |
| 1991 | Nirvana                         | Nevermind                             | DGC                    | 10× platyna |
| 1990 | Madonna                         | The Immaculate Collection             | Sire                   | 10× platyna |
| 1984 | Madonna                         | Like a Virgin                         | Sire                   | 10× platyna |
| 1971 | Carole King                     | Tapestry                              | Ode Records            | 10× platyna |
| 1983 | Lionel Richie                   | Can't Slow Down                       | Motown                 | 10× platyna |
| 1998 | *NSYNC                          | 'N Sync                               | RCA                    | 10× platyna |
| 1985 | The Doors                       | The Best of The Doors                 | Elektra                | 10× platyna |
| 1997 | The Notorious B.I.G.            | Life After Death                      | Bad Boy Records/Arista | 10× platyna |
| 1994 | Różni artyści                   | The Lion King                         | Disneyland             | 10× platyna |
| 1983 | ZZ Top                          | Eliminator                            | Warner Bros.           | 10× platyna |
| 2000 | Britney Spears                  | Oops!… I Did It Again                 | Jive                   | 10× platyna |
| 1987 | U2                              | The Joshua Tree                       | Island                 | 10× platyna |
| 1993 | Mariah Carey                    | Music Box                             | Columbia               | 10× platyna |
| 1989 | Garth Brooks                    | Garth Brooks                          | Capitol                | 10× platyna |
| 1978 | Van Halen                       | Van Halen                             | Warner Bros.           | 10× platyna |
| 2004 | Usher                           | Confessions                           | Arista                 | 10× platyna |
| 1995 | Mariah Carey                    | Daydream                              | Columbia               | 10× platyna |
| 1976 | Stevie Wonder                   | Songs in the Key of Life              | Motown                 | 10× platyna |
| 1997 | Garth Brooks                    | Sevens                                | Capitol Nashville      | 10× platyna |
| 1994 | Garth Brooks                    | The Hits                              | Liberty Records        | 10× platyna |
| 1984 | Van Halen                       | 1984 (MCMLXXXIV)                      | Warner Bros.           | 10× platyna |
| 2000 | The Beatles                     | 1                                     | Capitol                | 10× platyna |

## Rekordy
| Artysta         | Nagranie | Certyfikat  |
| --------------- | --- | ----------- |
| Eagles          | Najlepiej sprzedający się album nagrany przez zespół - Their Greatest Hits 1971–1975                                    | 29× platyna |
| Michael Jackson | Najlepiej sprzedający się album solowego i popowego artysty, najlepiej sprzedający się album studyjny - Thriller        | 29× platyna |
| Led Zeppelin    | Najlepiej sprzedający się album nagrany przez zespół hard rockowy – Led Zeppelin IV                                     | 23× platyna |
| Pink Floyd      | Najlepiej sprzedający się album nagrany przez zespół grający rocka progresywnego – The Wall                             | 23× platyna |
| Pink Floyd      | Najlepiej sprzedająca się ścieżka dźwiękowa - The Wall                                                                  | 23× platyna |
| Billy Joel      | Najlepiej sprzedający się męski album rockowy - Greatest Hits, Vols. 1 & 2                                              | 21× platyna |
| Garth Brooks    | Najlepiej sprzedający się męski album country – Double Live                                                             | 21× platyna |
| Garth Brooks    | Najlepiej sprzedający się album nagrany na żywo - Double Live                                                           | 21× platyna |
| Shania Twain    | Najlepiej sprzedający się album country nie nagrany na żywo - Come on Over                                              | 20× platyna |
| Shania Twain    | Najlepiej sprzedający się album żeński – Come on Over                                                                   | 20× platyna |
| Guns N’ Roses   | Najlepiej sprzedający się album debiutancki zespołu rockowego - Appetite for Destruction                                | 18× platyna |
| Backstreet Boys | Najlepiej sprzedający się album zespołu popowego - Backstreet Boys                                                      | 14× platyna |
| Britney Spears  | Najlepiej sprzedający się żeński album popowy, najlepiej sprzedający się popowy album debiutancki - …Baby One More Time | 14× platyna |
| Britney Spears  | Najlepiej sprzedający się album nagrany przez nastolatkę - …Baby One More Time                                          | 14× platyna |
| Metallica       | Najlepiej sprzedający się album zespołu heavymetalowego - Metallica                                                     | 14× platyna |
| Whitney Houston | Najlepiej sprzedający się debiutancki żeński album R&B – Whitney Houston                                                | 13× platyna |
| Pearl Jam       | Najlepiej sprzedający się album zespołu grającego rocka alternatywnego/grunge – Ten                                     | 13× platyna |
| Matchbox Twenty | Najlepiej sprzedający się album zespołu post-grunge'owego - Yourself or Someone Like You                                | 12× platyna |
| Boyz II Men     | Najlepiej sprzedający się album R&B - II                                                                                | 12× platyna |
| OutKast         | Najlepiej sprzedający się album zespołu rapowego - Speakerboxxx/The Love Below                                          | 11× platyna |
| TLC             | Najlepiej sprzedający się album żeńskiego zespołu R&B - CrazySexyCool                                                   | 11× platyna |
| Kid Rock        | Najlepiej sprzedający się album rapowego artysty solowego - Devil Without A Cause                                       | 11× platyna |
| Green Day       | Najlepiej sprzedający się album zespołu punk popowego - Dookie                                                          | 10× platyna |
| Madonna         | Najlepiej sprzedający się żeński album kompilacyjny - The Immaculate Collection                                         | 10× platyna |
| Patsy Cline     | Najlepiej sprzedający się męski album kompilacyjny - Patsy Cline’s Greatest Hits                                        | 10× platyna |